# Charles Edouard Duboc
Charles Edouard Duboc (pseudonim Robert Waldmüller, ur. 11 września 1822 w Hamburgu, zm. 15 kwietnia 1910 w Dreźnie) – niemiecki pisarz.
Duboc wiele podróżował, pisał nowele, powieści i poezje, wydał tragedię "Brunhild" (1874) i przekład "Enoch Arden" Tennysona. Uprawiał przede wszystkim powieść etnograficzną i naśladował różne style (najszczęśliwiej hiszpańską powieść awanturniczą w "Don Adone", 1833).